# Javazee
De Javazee is een grote (ongeveer 310.000 km²), ondiepe zee (maximaal 82 meter) die als randzee nog gerekend wordt tot de Indische Oceaan. Ze ontstond aan het einde van de laatste ijstijd, toen twee grote riviersystemen overspoeld werden.

## Geografie
De zee ligt tussen de Indonesische eilanden: Borneo in het noorden, Java in het zuiden, Sumatra in het westen, en Sulawesi in het oosten.
In het noordwesten staat de zee via de Straat Karimata in verbinding met de Zuid-Chinese Zee. In het noordoosten ligt de Straat Makassar, aan de oostzijde de Floreszee en in het zuiden de Balizee.
De stroming in de Javazee wordt bepaald door de moesson: de oostmoesson voert water uit de Floreszee naar de Javazee, de westmoesson voert water uit de Zuid-Chinese Zee via de Straat Karimata de zee in.

## Visserij
Visserij is een belangrijke economische activiteit in de Javazee. Er zijn meer dan drieduizend soorten zeedieren in het gebied.

## Toerisme
Het gebied rond de Javazee is een erg geliefde toeristische bestemming. Sportduiken biedt een kans om onderwatergrotten, scheepswrakken, en zeedieren als koraal, en sponzen te bewonderen.
In de omgeving bevinden zich enkele nationale parken. Op de meest westelijke punt van Java ligt het Ujung Kulon Nationaal Park. Karimunjawa is een nationaal park dat bestaat uit 27 eilanden ten noorden van Midden-Java. Menjagan Eiland, bij Bali, is een voor het publiek gesloten natuurpark.